# Будрін Петро Васильович
Будрін Петро Васильович (нар. 30 червня- пом.27 березня 1939) — доктор сільськогосподарських наук, професор, вчений-агроном, рослинознавець.

## Біографія
Петро Васильович народився 18 (30) червня 1857 році в м. Нердве Солікамського повіту Пермської області.
У 1875 році навчався в Солікамському духовному училищі, а згодом закінчив Пермську духовну семінарію.
З 1875 по 1879 роки студент природничого відділення фізико-математичного факультету Імперського Санкт-Петербурзького університету.
З 1879 по 1882 роки наукове стажування в показових маєтках Воронезької та Ліфляндської губерній, господарствах Прибалтійського краю та Петровсько-Розумовській академії в Москві.
У 1882 році член-кореспондент відділу сільського господарства Імператорського Вільного економічного товариства.
У 1882 році приват-доцент кафедри землеробства Ново-Олександрійського інституту сільського господарства та лісівництва (м. Пулави Люблінське воєводство Царства Польського).
У 1889 році професор кафедри землеробства Ново-Олександрійського інституту сільського господарства і лісівництва (після 1917 року переїхав до Харкова — тепер Харківський державний аграрний університет ім. В. В. Докучаєва).
З 1891 по 1905 роки засновник, завідувач першої у світі кафедри рослинництва.
У 1902 році надруковано фундаментальну працю «Частное земледелие» у 2-х частинах: узагальнено теоретичні і практичні основи рослинництва.
З 1902 по 1905 роки директор Ново-Олександрійського інституту сільського господарства та лісівництва.
З 1905 по 1907 роки завідувач Енгульгардтівської дослідної станції.
З 1908 по 1912 роки засновник і директор Харківської сільськогосподарської селекційної дослідної станції (Інститут рослинництва ім. В. Я. Юр'єва НААН).
У 1913 році очолював навчальну частину Санкт-Петербурзьких сільськогосподарських курсів.
З 1916 по 1931 роки завідувач, науковий консультант відділу рослинництва Сільськогосподарського музею в Ленінграді.
З 1917 по 1939 роки професор кафедри рослинництва Ленінградського сільськогосподарського інституту.
З 1919 по 1923 роки директор Миколаївської дослідної станції.
З 1923 по 1927 роки засновник та перший директор Детськосельської лляної дослідної станції.
У 1924 році член Ленінградського сільськогосподарського інституту, заступник голови Президії Агрономічного товариства.
У 1935 році присвоєно науковий ступінь доктора сільськогосподарських наук.
З 1937 по 1938 роки очолював кафедру рослинництва Ленінградського сільськогосподарського інституту.
27 березня 1939 року помер, похований у Ленінграді.

## Праці
Петро Васильович автор 273 наукових праць.
Основні праці:
- Новые враги наших хлебных растений. Тр. Император. вольного экон. об-ва. 1881. Т. 2
- Искусственные преимущественно азотистые удобрения. Варшава, 1882.
- Основы полевой культуры. Ленинград. 1925